# Sobotovice
Sobotovice (in tedesco Sobotowitz) è un comune della Repubblica Ceca facente parte del distretto di Brno-venkov, in Moravia Meridionale.